# Caledonia (Wisconsin)
Pour les articles homonymes, voir Caledonia (homonymie).
Caledonia est une ville du comté de Racine dans l’État du Wisconsin.
En 2010, sa population était de 24 705 habitants.